# Копп, Михаил Львович
Михаил Львович Копп (10 июня 1940, Москва — 12 декабря 2023, Москва) — советский и российский геолог-тектонист, доктор геолого-минералогических наук, лауреат премии имени Н. С. Шатского (2009). 
Брат кинорежиссёра Эльдара Рязанова (1927—2015).

## Биография
Родился 10 июня 1940 года в Москве.
В 1962 году — окончил геологический факультет МГУ.
В 1972 году защитил кандидатскую диссертацию по теме: «Структура Северо-Западного Копетдага и условия её формирования». Работал старшим научным сотрудником кафедры динамической геологии геологического факультета МГУ.
Был в Комиссии АН СССР по международным тектоническим картам (1990—1992).
В 1992 году защитил докторскую диссертацию по теме: «Мегаструктуры горизонтального выжимания в Альпийско-Гималайском орогенном поясе». С 1992 года работал в лаборатории тектоники платформ ГИН РАН.
В 2009 году получил Премию имени Н. С. Шатского РАН, за серию научных работ «Кайнозойская динамика и кинематика Северной Евразии».
Работал ведущим научным сотрудником Лаборатории сравнительного анализа осадочных бассейнов, Отдела тектоники ГИН РАН.
Скончался 12 декабря 2023 года в Москве.

## Вклад в науку
В 1962—1971 годы занимался изучением тектонической структуры, неогеновых отложений и орогенного развития Копетдага.
В 1972—1980 годы проводил исследования в области методики геологического дешифрирования космических снимков для изучения тектонической структуры складчатых областей и поиска перспективно нефтегазоносных структур. Одновременно проводил структурно-геологические исследования на Юго-Восточном Кавказе, приведшие к обнаружению ряда сдвиговых зон.
В 1981—1990 годы занимался детальными неотектоническими исследованиями Куринской впадины на основе наземных наблюдений и дешифрирования аэрокосмических снимков. В результате была разработана модель глубинного строения и составлены рекомендации для поисков нефтеперспективных зон на глубине впадины.
В 1990—1992 годы работал над составлением Тектонической карты Европы масштаба 1:5 000 000 в комиссии РАН по международным тектоническим картам.
Вёл исследования по анализу орогенной геокинематики Альпийско-Гималайского орогенного пояса, которые завершились циклом статей и нашли отражение в докторской диссертации.

## Семья
Отец — Лев Михайлович Копп (1899—1985), инженер-строитель, научный сотрудник проектного института «Промстальконструкция» Минмонтажспецстроя СССР, автор учебников и монографий.
Мать — Софья Михайловна Шустерман (в первом браке Рязанова, 26 сентября 1902 — 1 сентября 1969), родом из Режицы Витебской губернии.
- Брат — Эльдар Александрович Рязанов (1927—2015), кинорежиссёр и сценарист.

Дед и бабушка — Мовша Янкелевич Шустерман и Фрида Львовна Шустерман, в 1906 году переехали из Режицы (где владели мебельной фабрикой) в Самару, где открыли предприятие по производству конфет.

## Награды и премии
- 2009 — Премия имени Н. С. Шатского, за серию работ «Кайнозойская динамика и кинематика Северной Евразии».

## Публикации
Основные научные книги:
- Копп М. Л. Кинематическое взаимодействие динамических стресс-режимов и его геологические следствия / Отв. ред. К. Е. Дегтярев. — М.: ГЕОС, 2024. 196 с. (Труды Геологического института РАН; Вып. № 637)